# Montmorillonnais
Le  Montmorillonnais   est une région naturelle de France située dans la région Nouvelle-Aquitaine, au sud-est du département de la Vienne. C'est la ville de Montmorillon, qui lui a donné son nom.

## Géographie

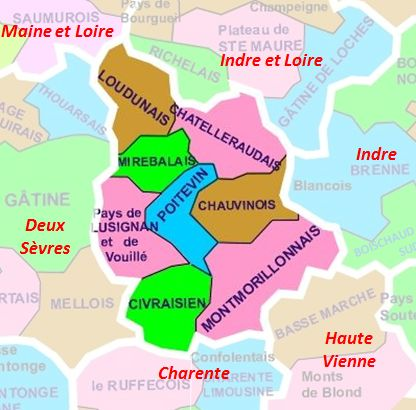
Les régions naturelles du département de la Vienne

Le pays traditionnel du Montmorillonnais est situé au sud-est du département de la Vienne. Il constitue la bordure orientale de l'ancienne province du Poitou. C’est la ville de Montmorillon qui lui a donné son nom. Il est entouré par les régions naturelles suivantes :
- Au nord par le Chauvinois et le Blancois.
- A l’est par la Brenne et le Boischaut Sud.
- Au sud par le Confolentais et la Basse Marche.
- A l’ouest par le Civraisien.